# Auschwitz koncentrationslejr
Auschwitz var en koncentrationslejr, og senere også udryddelseslejr, under Det Tredje Rige, der i dag står som et af de tydeligste symboler på de nazistiske jødeudryddelser og forbrydelser mod menneskeheden. Lejren blev i 1940 anlagt i byen Oświęcim i den sydvestlige del af det tysk besatte Polen, ca. 60 km vest for Krakow. Det var det tyske SS-korps, som i 1940 besluttede at oprette koncentrationslejren Auschwitz.

## Opbygning
Hovedlejren – også kaldet Auschwitz-I – blev indrettet i en tidligere kaserne, som havde huset polske soldater. Nu blev den fangelejr for primært politiske fanger. De første fanger, der ankom til Auschwitz-I den 14. juni 1940, var polske politiske fanger.
- Vagtbygning ved siden af den ikoniske indgang til koncentrationslejren Auschwitz I.
- To fangebygninger (14 og 15) i Auschwitz I-koncentrationslejren.
- Auschwitz I-koncentrationslejren: Fangebygning 11, hvor man udførte tortur og henrettelser. Til højre: Elektrisk pigtrådshegn som gør flugt umulig.
- Tusindvis af fanger blev skudt foran denne henrettelsesvæg mellem bygning 10 og 11 i Auschwitz I-koncentrationslejren. De to bygninger blev brugt til hhv. eksperimenter med mennesker og straf/tortur.
- Disse jernbjælker foran spisesalene i Auschwitz I-koncentrationslejren blev brugt til offentlige hængninger - f.eks. efter oprør eller flugtforsøg.

Lejren blev udvidet med udryddelseslejren Auschwitz-II (Auschwitz-Birkenau) og Auschwitz-III (Auschwitz-Monowitz). Dertil kom omkring 40 "underlejre" i forbindelse med industrien i området og fangerne, der som slavearbejdere blev udlejet til de omkringliggende tyske fabrikker. Blandt de mest frygtede udekommandoer var Bauhof, hvor fangerne med de bare hænder skulle flytte byggemateriale fra jernbanesporet til lejren. Materialerne blev brugt til udvidelse af lejren, og fangerne måtte i løb slæbe cement og armeringsstål 11 timer dagligt. I nogle arbejdskommandoer skulle fangerne slæbe træ, i andre skovle grus i en grusgrav. Kvindelige fanger risikerede at måtte stå i vand til brystet og rense damme, der skulle bruges til fiskeopdræt i den sumpede egn langsmed Soła, en biflod til Wisła. For dem var forventet levetid ikke tre måneder, men kun få uger.
Auschwitz II – Birkenau blev indrettet i 1942 på et fladt, sumpet område ca. 2 km fra hovedlejren. Det fik et stort antal fangebarakker. Efter et forsøg med gasning af fanger i Auschwitz blev Birkenau nazisternes største og mest effektive udryddelsesmaskineri i form af gaskamre og krematorier. Fra foråret 1944 blev de jernbanespor, som førte jøder fra hele Europa til området, ført direkte ind i Birkenau-lejren, så de mange mennesker effektivt og hurtigt kunne føres til gaskamrene. Birkenau fungerede både som udryddelseslejr og arbejdslejr, med op mod 120.000 fanger ad gangen. Det var i Birkenau, at den berygtede SS-læge Josef Mengele udførte medicinske forsøg på tvillinger.

## Fangerne
Den 27. januar 1945 befriede den russiske Røde Hær Auschwitz og de 7.650 fanger, som endnu var i live. Nu anslog lejrens tidligere kommandant Rudolf Höss, at i alt omkring tre millioner mennesker – de fleste jøder fra Østeuropa, men også sigøjnere, russere og tyskere – blev dræbt i Auschwitz i 1941-44. Tallet er i dag nedjusteret, og bl.a. Auschwitz-museet anslår det til ca. 1,1 million: 1 million jøder, 70-75.000 ikke-jødiske polakker, 21.000 sigøjnere, 15.000 sovjetiske krigsfanger og 10-15.000 fra andre lande.
Auschwitz står i dag som et symbol på målet om, at myrde alle jøder under tysk kontrol, og jøder fra alle kanter af Det tredje rige blev dræbt i gaskamrene der. Nogle overlevede, fordi anlægget til sidst bestod af et sæt arbejdslejre i tillæg til selve dødsanlægget. Men den største del af jødedrabene var allerede udført længere øst - allerede inden, Auschwitz havde udviklet sig til en mordmaskine. Alligevel er Auschwitz langt bedre kendt end dødsmarkerne østpå, som om porten og murene i Auschwitz rummer en ondskab, der i virkeligheden strakte sig fra Paris til Smolensk. Auschwitz var stedet, hvor den tredje metode for massemord blev udviklet. Den første - og vigtigste, fordi den dræbte flest jøder - var skydning foran massegrave. Den næste var kvælning ved hjælp af udstødningsgas fra forbrændingsmotorer. I januar 1942 blev drabsplanerne mod jøder udvidet fra det besatte Sovjetunionen og det besatte Polen til alle området under tysk kontrol. Auschwitz var det vigtigste drabssted for jøder i 1943 og 1944. Den var den syvende i rækken, efter Dachau, Sachsenhausen, Buchenwald, Flossenbürg, Mauthausen og Ravensbrück.
De første fanger var polakker, dømt for reel eller forventet modstand. Efter Operation Barbarossa ankom sovjetiske krigsfanger. I den grad der var  jødiske fanger, skulle de marchere længere østpå i kolonner som slavearbejdere der skulle udbygge det tyske rige på erobret sovjetisk område. Jøder, der boede på egnen ved Auschwitz, var blandt de sidste polske jøder, der blev dræbt. Efter at flertallet af jøder i det øvrige Polen var døde, var de fleste jøder på egnen ved Auschwitz stadig i live. Hensigten med lejren ændrede sig, da nazisternes koloniseringsplaner af østområderne måtte vige for Endlösung. Einsatzgruppen ændrede sig fra at dræbe enkelte jøder til at dræbe alle jøder. Tyske politimænd, udset til andre opgaver, blev sat til masseskydning af jøder, og lokalbefolkning blev rekrutteret som hjælpepoliti. Sovjetiske krigsfanger blev løsladt, så de kunne hjælpe til med jødedrabene, og Lublin-distriktet blev forvandlet fra imperiets forpost til et eksperiment-område for massemord ved gas. Auschwitz blev omskabt fra en lejr til et drabsanlæg. Zyklon B, der oprindeligt var anskaffet for at desinficere de polske fangers barakker, blev udprøvet som drabsmiddel på sovjetiske krigsfanger og dernæst til at myrde henved en million jøder.
Jøder under tysk kontrol, der var tænkt at skulle sendes til Auschwitz, havde større sandsynlighed for at overleve end jøder under tysk kontrol, der egentlig ikke skulle derhen. Estland og Danmark var begge små, nordiske lande, der var besat af Nazityskland. Men i Estland blev ca 99 % af jøderne dræbt. I Danmark overlevede ca 99 % af de jøder, der havde dansk statsborgerskab. Jøderne i Danmark skulle til Auschwitz, mens jøderne i Estland blev dræbt, inden Auschwitz overhovedet var etableret som et drabsanlæg. Ikke i noget tysk besat land døde en højere andel jøder end i Estland, og ikke i noget tysk besat land overlevede en højere andel end i Danmark. Det kan ikke forklares ud fra forekomst af antisemittisme. I Estland var jøder ligestillede borgere, og jødiske flygtninge fra Nazityskland blev modtaget. I Danmark blev jødiske flygtninge bortvist efter 1935. I Estland fandtes der meget få jøder. Alle de 963, der blev myrdet, blev dræbt af estlændere, de fleste politimænd. Omkring ti gange så mange ikke-jødiske estlændere blev også myrdet af de samme, estiske politimænd.
Kvinderne i Birkenau fortalte, at straks de fik fat i en madskål (dvs. en stor emaljeret blikdåse) tjente den tre formål: Til at komme den daglige suppe i; til at gøre fra sig i om natten, for da var latrinen lukket; og til at vaske sig i, når der fandtes vaskevand.

### Tatovering
Tatovering af fangerne var noget helt specielt for Auschwitz. Den blev foretaget på venstre underarm i forbindelse med indregistreringen, hvad enten fangen ankom fra et liv i frihed, fra en anden lejr eller en ghetto. Mænd blev tatoveret på armens udvendige side, kvinder på den indvendige side. De eneste, der slap, var ikke-jødiske tyske fanger. Sigøjnere fik et Z (for Zigeuner) foran nummeret, mens jøderne fra maj 1944 (da massetransporterne fra Ungarn begyndte) først fik et A, snart erstattet af et B. Frem til september 1944 så man ikke børn i Auschwitz, men fra da af ankom hele familiegrupper arresteret under Warszawa-opstanden. I de tilfælde blev hele familien tatoveret, også nyfødte.
For jødiske fanger var tatovering en ekstra ydmygelse, da det efter Moseloven er forbudt: "I må ikke tilføje jer selv snitsår på kroppen for en afdød eller lade jer tatovere. Jeg er Herren!" (3. Mos 19,28).  

## Museum
I 1979 blev Auschwitz optaget på UNESCOs Verdensarvsliste. Auschwitz-museets samlinger indeholder blandt andet omkring 110.000 sko og 3.800 kufferter; de 2.100 med ejerens navn skrevet på.
I 2010 blev omkring 200 dokumenter fra den sidste cheflæge i lejren, Victor Capesius, fundet på loftet i et hus ikke langt fra Auschwitz.

## En fanges beretning
Shlomo Venezia var tyve år, da han 11.april 1944 ankom til Auschwitz med en transport fra Thessaloniki. Jødedeportationerne fra Grækenland var de eneste, Reichsbahn tabte penge på, fordi Reichsbahn kun godtog betaling i Reichsmark, mens græske drakmer dengang ikke lod sig veksle til anden valuta. Hans mor og to yngre søstre blev omgående ført til gasning. Selv blev han sat til at arbejde i en Sonderkommando (= specialkommando) med at slæbe lig fra gaskammeret til krematoriet. Sommeren 1944 var der rejst en barrikade af træstammer for at skjule krematorium II og III, der havde en tyve meter høj skorsten og var omgivet af en elektrisk pigtrådsspærring. Underetagen indeholdt et 50 m langt afklædningsværelse med nummererede kroge til tøjet og et gaskammer 30 x 7 m til mere end 1.500 mennesker. De eneste åbninger var den pansrede dør med et lille glasvindue med gitter og fire luger i taget, hvorigennem Zyklon B-krystaller kunne smides ned til de indespærrede.
Venezia fortæller, at gasdøden var grusom: "Vi fandt folk klamret til hinanden, alle havde fortvivlet prøvet at få vejret(...)selv om det indebar, at de måtte klatre over hinanden helt til den sidste var død." Det nemmeste var at trække ligene med en spadserestok om nakken. Med alle de ældre mennesker, der var sendt i døden, var der ingen mangel på spadserestokke. Tyskeren, der overvågede gasningen af en gruppe, fandt ofte stor glæde ved at få de døende til at lide endnu mere. Mens han ventede på SS-officeren, der skulle tømme Zyklon B-krystallerne ned til gruppen, morede han sig med at tænde og slukke lyset for at skræmme dem endnu mere: "Når han slukkede lyset, kunne man høre en særegen lyd fra gaskammeret, som om folk var i færd med at kvæles af angst – de forstod, at de skulle dø. Så tændte han lyset igen, og man kunne høre ligesom et suk af lettelse." Låget over åbningen ned til gaskammeret var af cement og meget tungt, og to arbejdsjøder måtte løfte det, så tyskeren kunne kaste Zyklon B ned. Derefter blev låget lagt på igen. En gang gik to arbejdsdage tabt, fordi den ene skorsten fra krematoriet var stoppet. En ung polsk jøde åbnede skorstenssokkelen fra siden og fjernede murstenene, der var blanke af menneskefedt, så der ikke var aftræk. Pga. forsinkelsen begyndte 300 lig at gå i opløsning i sommervarmen. De blev ikke hårde, som folk der dør en naturlig død, men huden smuldrede og blev hængende i arbejdsjødernes hænder: "Det var grufuldt." Kommandoen sov på loftet, lige over ligbrændingsrummet. Taget skrånede, men man kunne stå oprejst. Alle havde hver sin seng, i modsætning til de andre fanger, der måtte sov fem og fem i beskidte køjer. De to rækker senge var adskilt af en lang reol, hvor henved 200 urner med nummerskilt stod side om side. I urnerne lå aske efter kristne, der var døde i lejren, som deres pårørende kunne hente for en pris af 200 Mark: "Sikkert er det at asken i urnerne var en blanding af aske fra flere, og måske indeholdt urnerne ikke engang spor af aske fra den person, som nummeret viste til."
Venezia overlevede Sonderkommandoens oprør og dødsmarchen til Mauthausen koncentrationslejr, senere til Ebensee i Østrig, en underlejr af Mauthausen, hvor Wehrmacht bevogtede fangerne, til amerikanske styrker befriede dem.
En anden overlevende fra Sonderkommandoen i Auschwitz var kunstmaleren David Olère, født 19.januar 1902 i Warszawa, fransk borger fra 1937, der blev deporteret fra opsamlingslejren Drancy 2.marts 1943. Han overlevede dødsmarchen, der førte også ham fra Auschwitz til Ebensee, og blev befriet af amerikanske tropper 6.maj 1945. Til sin død 2.august 1985 i Paris-regionen bar han vidnesbyrd om sit ophold i Auschwitz gennem tegninger fra hverdagen i krematoriernes helvede.